# Лесное Цибаево
Лесное Цибаево (м. Келгужа, Келгуж) — село в Темниковском районе Республики Мордовия Российской Федерации. Административный центр Лесно-Цибаевского сельского поселения.
Численность населения — 131 чел. (2010 год), в основном мордва-мокша.

## География
Находится на речке Ломоёвке, в 14 км от районного центра и 75 км от железнодорожной станции Торбеево.

## История
Название-антропоним: от дохристианского мордовского имени Цыбай (Цыбаш).
В «Челобитной мордвы деревни Тараталей Сухая Армаева с товарыщами» (1660 г.) упоминается имя Куцайко Цыбушева. В «Обыске о земле мордвы Темниковского уезда» (1688 г.) отмечены д. Старое Цибаево и Цибаево. В «Списке населённых мест Тамбовской губернии» (1866 г.) Лесное Цибаево (Старое Цибаево) — деревня казённая из 76 дворов Темниковского уезда.
По сельскохозяйственному налоговому учёту 1930 г. в Лесном Цибаеве был 191 двор (1 073 чел.)

## Население
| 2002 | 2010 |
| ---- | ---- |
| 155  | ↘131 |

## Описание
В современной инфраструктуре села — Дом культуры, медпункт, библиотека.